# ICK Dans Amsterdam
ICK Dans Amsterdam of het Internationaal Choreografisch Kunstencentrum is een in Amsterdam gevestigd dansplatform. Naast producties biedt het platform ook onderzoek en educatie aan.

## Geschiedenis
Emio Greco en Pieter C. Scholten ontmoetten elkaar in 1995 en schreven een jaar later een artistiek manifest getiteld: De 7 Noodzakelijkheden. Na dit manifest richtten zij CK Dans Amsterdam in 2009 op als dansplatform. Zelf bekleden zij daar de rol van hoofdchoreografen. 

## Voorstellingen
- 2011 - Rocco
- 2015 - EXTREMALISM (Dansers van Ballet National de Marseille en ICK)
- 2016 - Swan Lake (regie door Jakop Ahlbom, in samenwerking met Alamo Race Track)
- 2019 - Sweet like a Chocolate
- 2020 - Something (Out of Nothing) (regie door Kris Verdonck)
- 2020 - Hoe ik talent voor het leven kreeg (in samenwerking met Georg & Eran en het Amsterdams Andalusisch Orkest)

## Prijzen
In 2021 ontving het duo choreografen Emio Greco en Pieter C. Scholten de Gouden Zwaan, uit handen van minister van Engelshoven. In het juryrapport wordt stilgestaan bij het oeuvre van deze choreografen, wat zij bijdragen aan de danswereld en wat zij hebben toegevoegd aan het dansvocabulair.